# Ladia Mohilianska
Ladia Mohilianska, en ruso: Ла́дя Могиля́нська, en ucraniano: Лі́дія Миха́йлівна Могиля́нська, (Chernígov, 26 de octubrejul./ 7 de noviembre de 1899greg. - Moscú, 6 de junio de 1937) fue una poeta ucraniana, representante del Renacimiento fusilado.

## Biografía
Lidia Mohilianska nació en la familia noble de Rusobtovski-Mohilianski en Chergígov. Su padre fue el escritor Mijaílo Mohilianski.
Mohyljanska asistió a un gymnasium en San Petersburgo y comenzó a escribir poesía a la edad de 14 años. Sin embargo, los turbulentos acontecimientos de 1917 obligaron a la familia a regresar a Chergígov. Después de su regreso, comenzó a escribir en ucraniano. Estuvo involucrada en la escena cultural local, donde estaban activos Viktor Konoval, Pavló Tichina, Marko Voroni y Mijaílo Shuk. Fue miembro de la asociación literaria Pluh y publicó poemas en las revistas Nova henerazija, Sorja, Chervonyi shlyakh y Vsesvit.
En 1929, Mohilianska fue arrestada y condenada a muerte por difundir información contrarrevolucionaria y participar en la organización Unión Democrática, que llamaba a luchar contra el gobierno existente. Esta sentencia fue posteriormente reducida a diez años de prisión en campos de trabajos forzados. Cumplió su condena en las islas Solovetsky y luego fue trasladada a trabajar en la construcción del Canal del Mar Blanco-Báltico. En 1933 le acortaron la pena y empezó a trabajar en la construcción del Canal Moscú-Volga. Trabajó en el departamento de prensa del Dmitlag y publicó poemas y prosa en las revistas del campo. En 1935 publicó una colección de poemas, Два канала [Dos canales], en ruso y ucraniano.
En marzo de 1937 se convirtió en miembro de la Unión de Escritores de la URSS. En mayo del mismo año, fue detenida por segunda vez y condenada a muerte por la NKVD y el Fiscal de la URSS el 5 de junio de 1937. Ladia Mohilianska fue ejecutada el 6 de junio de 1937 en el cementerio de Donskói de Moscú.
El hermano de Lidia Mohilianska, Dmitro Tas, también fue poeta y escritor.